# 22531 Davidkelley
22531 Davidkelley è un asteroide della fascia principale. Scoperto nel 1998, presenta un'orbita caratterizzata da un semiasse maggiore pari a 2,2118210 UA e da un'eccentricità di 0,1924843, inclinata di 6,77551° rispetto all'eclittica.